# Флиунт
Флиунт (на старогръцки: Φλειοῦς, Phleioûs, Φλιοῦς, Phlioûs; на латински: Phlius, Phleius) е древен първо йонийски след това дорийски град в североизточен Пелопонес и прочут със своето вино.
Флиунт има аристократично държавно устройство и до Пелопонеската война е привърженик на Спарта.
От града произлизат прочутите личности:
- Аристий, драматик
- Клеагор, художник
- Пратин, драматик
- Тразил, музикант
- Тимон (ок. 320 пр.н.е.–230 пр.н.е.), философ и поет
- Ехекрат, (* ок. 417 пр.н.е.), философ

Останки от древния град се намират близо до село Агиос Георгиос в Немея.